# خطبه زینب در شام
خطبه زینب در شام یا خطبه زینب در مجلس یزید خطبه ای است که زینب بنت علی در حضور یزید بن معاویه در پی نبرد کربلا ایراد کرده‌است. پس از واقعه کربلا نیروهای لشکر عمر سعد اهل بیت محمد پیامبر اسلام و سرهای کشتگان کربلا را به شام منتقل کردند. زینب خطبه ای را در دربار یزید ایراد و در آن یزید را تحقیر کرد. او ضمن تمجید از اهل بیت و کسانی که در کربلا کشته شده‌اند، به بیان ظلم‌های لشکر یزید پرداخت.

## زینب
زینب کبری سومین فرزند فاطمه زهرا و علی بن ابی‌طالب است. وی از زنان مقدس نزد شیعیان به‌شمار می‌آید. او با عبدالله ابن جعفر ازدواج نموده، از وی پنج پسر و یک دختر به دنیا آورد. زینب خواهر حسین بن علی در واقعه کربلا حاضر بود و پس از آن نیز هنگام اسارت، در دفاع از حقانیت برادر خود، همانند علی بن حسین (امام چهارم شیعه) نقشی ویژه داشت. دو فرزندش به نام‌های عون و محمد در واقعه کربلا کشته شدند. پس از کشته شدن حسین در نبرد کربلا، زینب نقش مهمی در محافظت از جان برادرزاده‌اش علی بن حسین ایفا کرد. زینب در سال ۶۸۱ میلادی معادل با سال ۶۲ هجری قمری درگذشت.

## زمینه
پس از نبرد کربلا، اهل بیت اسیر شده پیامبر و سرهای کشتگان کربلا توسط نیروهای یزید به شام برده شدند. به گفته ترابی کاروان اسیران، در روز اول ماه صفر به شام رسید. یزید به مناسبت پیروزی خود بزرگان و سران اهل شام را به مجلس خود دعوت کرده بود. اهل بیت اسیرشده پیامبر و سرهای کشتگان نیز به حضور یزید برده شدند. هنگامی که چشم زینب به سر برادرش حسین افتاد، فریاد زد: «ای حسین ای محبوب رسول خدا، ای پسر مکه و منا، ای پسر فاطمه زهرا، بانوی همه زنان جهان، ای پسر دختر مصطفی.» به گفته راوی این سخنان وی حضار مجلس را به گریه انداخت.
طبق روایت شیخ مفید، در حضور یزید مرد سرخ‌پوستی از اهالی شام از یزید خواست که یکی از زنان اسیر شده را به کنیزی بگیرد. اما زینب از این کار جلوگیری کرد و گفتگوهای تندی میان او و یزید شکل گرفت. یزید چوب خیزرانی برداشته و به لب و دندان‌های حسین می‌زد و می‌گفت: «ای کاش پیران قبیله من که در جنگ بدر کشته شدند، [اکنون می‌بودند] و می‌دیدند که چگونه قبیله خزرج در برابر نیزه‌ها به ناله و زاری افتاده‌اند. در آن حال، از شادی فریاد می‌زدند و می‌گفتند: ای یزید! دستت درد نکند. من از فرزندان خندف نیستم، اگر از فرزندان احمد انتقام نگیرم.» در این زمان، زینب برخاست و خطبه اش را شروع کرد.

## محتوی

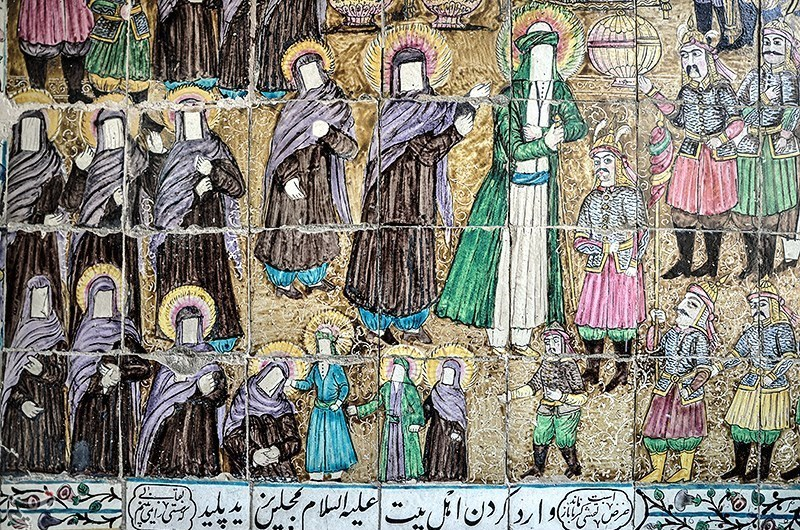
کاشی کاری در داخل تکیه معاون‌الملک در کرمانشاه، که علی بن حسین، زینب و سایر اسیرانی را که به دربار یزید برده شدند، به تصویر می‌کشد.

زینب خطبه خود را با ستایش خداوند آغاز کرد:
حمد وسپاس مخصوص خداوندی است که پروردگار جهانیان است و درود خدا بر فرستاده خدا و بر خاندانش باد. خداوند راست گفت، آنجا که فرمود: «عاقبت آنان که اعمال بد مرتکب شدند، به جایی رسید که آیات خدا را تکذیب کردند وآن را به سخره گرفتند.»

### مهلت خداوند به کافران
زینب با استناد به آیه ای دیگر از قرآن که در مورد مشرکان مکه مانند ابوسفیان بن حرب نازل شده پیروزی یزید را یک پیروزی ظاهری و موقتی برشمرد که لذت آن به زودی به پایان خواهد رسید و کارهای آنان در پرونده اعمالشان ثبت خواهد شد. او گفت: «ای یزد! تو چنین می‌پنداری که چون … ما را همانند بردگان و اسیران به هر سو کشاندی، ما نزد خدا خوار هستیم و تو نزد خدا گرامی هستی؟ و می‌پنداری این چیره شدن تو بر ما، بیانگر شکوه و ارزشمندی تو در پیشگاه خداست؟» سپس آیه ۱۸۷ از سوره آل عمران را برای یزید که نوه ابوسفیان بود، خواند و گفت: «آنان که به راه کفر رفتند گمان نکنند که مهلتی که ما به آنها می‌دهیم به حال آنان بهتر خواهد بود، بلکه آنها را (برای امتحان) مهلت می‌دهیم تا بر گناه و سرکشی خود بیفزایند، و آنان را عذابی خوارکننده است.»

### تحقیر دشمن و تمجید از اهل بیت
یکی از اهتمام‌های زینب پس از نبرد کربلا تحقیر دشمن و تمجید از اهل بیت بود. او با معرفی خاندان محمد تلاش می‌کند تهمت خارجی بودن را از ذهن مردم پاک کند. او در ادامه یزید را خطاب قرار می‌دهد و می‌گوید: «آیا عادلانه است، یا بن الطلقا که زنان و کنیزگان خود را پشت پرده نگه داری، اما دختران محمد اسیر باشند؟ و حرمت آن‌ها را حفظ نکنی و در میان دشمنان آنان را شهر به شهر ببرند، بومی و غریب چشم بدانها دوزند و نزدیک و دور و همه نوع آدم به آن‌ها نظاره کنند، در حالی که مردانی از محرمان همراه آنها نیستند، اما یزید تو فرزند هند جگرخوار هستی جگر آزادگان را جویده و حالا ادعای شرافت می‌کنی؟»

### جایگاه کشتگان کربلا
زینب به یزید می‌گوید که به خاطر پیروزی خود خوشحال نباشد. وی آیه ۱۶۹ آل عمران را یادآور می‌شود و تأکید می‌کند که «آنان که در راه خدا کشته شده‌اند، مرده مپندارید، بلکه زندگان جاویدند و نزد پروردگارشان روزی می‌خورند» و شادی یزید با عذاب خداوند پایان خواهد یافت. زینب می‌گوید: «به زودی آن کس که حکومت را برای تو هموار ساخت و تو را بر گرده مسلمین سوار کرد، خواهد دانست که چه کیفر بدی نصیب ظالمان خواهد شد و خواهد فهمید که جایگاه چه کسی بد است و لشکر چه کسی ضعیف تر و ناتوان‌تر است.»

### سابقه بنی امیه
در ادامه خطبه، او به همه ظلم‌ها و بی عدالتی‌های بنی امیه از زمان ابوسفیان تا زمان یزید بن معاویه اشاره می‌کند. او همچنین معتقد است که بنی امیه قدرت خود را مدیون عدم موفقیت امت اسلامی در حفظ قرآن و مسیر صحیح خلافت پس از محمد هستند. او می‌گوید:
یزید جنایتی عظیم مرتکب شده‌ای چون نجیبانی که لشکر خداوندند به دست طلقاء (آزاد شدگان) که حزب شیطانند، کشته شدند و خون ما از دستهایشان ریخت و آن جسدهای پاک و پاکیزه در بیابان رها شده‌است.

### پیامدهای نبرد کربلا
در فراز پایانی زینب به تأثیرات مثبتی که نبرد کربلا بر تاریخ خواهد داشت اشاره می‌کند. او معتقد است جهاد و مبارزه در راه خدا، تأثیرات ابدی دارد. زینب خطاب به یزید می‌گوید: «هر چه نیرنگ داری به کار بند و نهایت تلاشت را بکن؛ امّا به خدا سوگند یاد ما را [از خاطره‌ها] محو نخواهی کرد.» در نهایت نیز بار دیگر خداوند را حمد و ستایش می‌کند و دعا برای کشتگان کربلا به پایان می‌رساند.

## آثار دربارهٔ خطبه
علی کریمی جهرمی در کتاب خود، «شرح خطبه حضرت زینب (س) در شام»، که توسط انتشارات بوستان منتشر شده اس، نظرات مختلف در مورد این خطبه را بررسی می‌کند. عبدالکریم پاک نیا تبریزی در کتابش با عنوان «نگاهی به خطبه‌های حضرت زینب (ع) در کوفه و شام» به بررسی خطبه‌های زینب در مجلس یزید در شام و مجلس ابن زیاد در کوفه می‌پردازد. این کتاب همچنین بخش‌هایی را به زندگی‌نامه، پیام‌ها و ویژگی‌ها زینب اختصاص می‌دهد.

## دیدگاه‌ها پیرامون خطبه
مرتضی مطهری با توجه خلیفه بودن یزید در شام که به سبب مجاورت با امپراتوری‌های بیزانس، ساسانی و روم، به بهانه نمایش شکوه ظاهری اسلام، دستگاه سلطنتی بزرگ تشکیل داده و برای اسیران نبرد کربلا مجلسی پرشکوه با حضور سفیران کشورها و فرماندهان خود برگزار کرده بود، سخنرانی زینب در این مجلس را نشانه شجاعت وی و عدم ترس از مرگ می‌داند.